# ماهونية
الماهُونِية هو جنس ما يقرب من 70 نوعًا من الشجيرات الأبيدة ونادرًا ما تكون أشجارًا في الفصيلة البرباريسية مهدها شرق آسيا وجبال الهملاية وأمريكة الشمالية والوسطى. ترتبط ارتباطًا وثيقًا بجنس الزِّرِّشك ويختلف علماء النبات حول ما إذا كان يجب الاعتراف بها جنسًا منفصلًا. يفضل العديد من علماء النبات تصنيف الماهونية جزءًا من الزِّرِّشك.

## الأنواع
- ماهونية بهشية الورق
- ماهونية حزمية
- ماهونية رباعية الورق
- ماهونية مدادة
- ماهونية يابانية